# Semen Hildebrand
Semen Hildebrand (* 24. Juni 1987 in Leningrad, Russische SFSR als Semen Glusanok, russisch Семён Глусанок/Semjon Glussanok) ist ein deutsch-russischer Eishockeyspieler, der seit 2014 bei den EC Harzer Falken in Braunlage in der Eishockey-Oberliga Nord unter Vertrag steht.

## Karriere
Semen Glusanok spielte in seiner Jugend für die Eisbären Juniors Berlin sowie die Berlin Young Capitals in der Deutschen Nachwuchsliga und begann seine Profikarriere nach einem Jahr beim BSC Preussen in der Regionalliga in der Saison 2005/06 beim REV Bremerhaven aus der 2. Eishockey-Bundesliga. Nach zwei Spielzeiten und insgesamt 88 Zweitliga-Spielen für den REV Bremerhaven wechselte der Verteidiger zur Saison 2007/08 zu den Kassel Huskies, mit denen er noch in der gleichen Spielzeit Zweitliga-Meister wurde und in die Deutsche Eishockey Liga aufstieg.
Zur Saison 2008/09 wurde Glusanok an den Kooperationspartner der Huskies, die Eispiraten Crimmitschau, als Förderlizenzspieler ausgeliehen. Nach der Spielzeit unterschrieb der Verteidiger beim Regionalligisten Blue Lions Leipzig, die ihn kurz vor Ende des Kalenderjahres 2009 auf eigenen Wunsch entließen. Daraufhin wechselte er zum EC Bad Nauheim. Zudem kam er als Förderlizenzspieler in der Saison 2009/10 zu drei punkt- und torlosen Einsätzen in der DEL für die Hamburg Freezers. Nachdem er die Saison 2010/11 beim Sechstligisten EC Bad Kissinger Wölfe verbracht hatte, unterschrieb er zur Saison 2011/12 bei seinem Ex-Verein Kassel Huskies aus der Oberliga. Zu Beginn der Saison 2014–2015 wechselte er von der Oberliga-West in die Oberliga-Nord nach Braunlage zu den Harzer Falken.
Im Sommer 2016 heiratete Semen Glusanok und nahm den Namen Semen Hildebrand an.

## Karrierestatistik
(Legende zur Spielerstatistik: Sp oder GP = absolvierte Spiele; T oder G = erzielte Tore; V oder A = erzielte Assists; Pkt oder Pts = erzielte Scorerpunkte; SM oder PIM = erhaltene Strafminuten; +/− = Plus/Minus-Bilanz; PP = erzielte Überzahltore; SH = erzielte Unterzahltore; GW = erzielte Siegtore; 1 Play-downs/Relegation; Kursiv: Statistik nicht vollständig)